# جوديث لايت
جوديث لايت (بالإنجليزية: Judith Light)‏ (و. 1949  م) هي ممثلة تلفزيونية، وممثلة أفلام، وممثلة مسرحية أمريكية، ولدت في ترنتون، نيوجيرسي.

## حياتها الشخصية
تزوجت لايت من الممثل التلفزيوني روبرت ديسيديريو منذ عام 1985. يعيش الزوجان منفصلين هي في مدينة نيويورك ، وهو في جنوب كاليفورنيا .هي يهودية وتعتبر نفسها متدينة، دون أن ترتبط بالدين المؤسسي في حد ذاته. مارست اليوغا كونداليني لمدة 20 عامًا.

## التعليم
تعلمت في جامعة كارنيغي ميلون.

## جوائز
حصلت على جوائز منها:
- جائزة توني لأفضل ممثلة بارزة في مسرحية [الإنجليزية]‏ (2013)
- جائزة توني لأفضل ممثلة بارزة في مسرحية [الإنجليزية]‏ (2012).

## وصلات خارجية
- جوديث لايت على موقع IMDb (الإنجليزية)
- جوديث لايت على موقع ألو سيني (الفرنسية)
- جوديث لايت على موقع أول موفي (الإنجليزية)
- جوديث لايت على موقع قاعدة بيانات برودواي على الإنترنت (الإنجليزية)
- جوديث لايت على موقع قاعدة بيانات برودواي على الإنترنت (الإنجليزية)
- جوديث لايت على موقع قاعدة بيانات الأفلام السويدية (السويدية)
- جوديث لايت على موقع إن إن دي بي (الإنجليزية)
- جوديث لايت على موقع قاعدة بيانات الفيلم (الإنجليزية)
- جوديث لايت على موقع كينوبويسك (الروسية)